# Federico Gómez de Salazar y Nieto
Federico Gómez de Salazar y Nieto (Toledo, 29 de setembre de 1912 - Madrid, 24 de gener de 2006) va ser un militar espanyol que va participar en la Guerra Civil Espanyola en el bàndol revoltat. Va ser Governador General del Sàhara Espanyol quan Marroc va promoure la marxa verda i va presidir el Consell Suprem de Justícia Militar que va jutjar als militars que van participar en el Cop d'estat a Espanya de 1981.

## Biografia
Va ingressar en l'Acadèmia General Militar de Saragossa el 1929, quan estava dirigida pel general Francisco Franco, aconseguint l'ocupació d'alferes el 1932 i el de tinent el 1933. Va ascendir a capità el 24 de març de 1937, estant destinat en el Grup de Grup de Forces Regulars Indígenes "Ceuta" Nº 3.
Gómez de Salazar va participar en la Guerra Civil Espanyola, en la qual li va ser concedida la Medalla Militar Individual pel seu comportament destinat en les Tropes Regulars. També va combatre en la Segona Guerra Mundial, en les files de la Divisió Blava, enquadrada en la 250 Divisió de la Wehrmacht, amb destinació en el Regiment 262.
El 1944 va ser promogut a l'ocupació de comandant, obtenint dos anys més tard, el 1946, el diploma d'Estat Major de l'Exèrcit i, a continuació, el d'Estat Major de l'Armada. El 1957 va ascendir a tinent coronel i el 1965 a coronel. Assolí el generalat el 1970 i fou promocionat a general de divisió en setembre de 1973 i a tinent general en maig de 1976.
Gómez de Salazar va ser nomenat governador general del Sàhara Espanyol en juny de 1974. Va aconseguir una gran notorietat pública quan en novembre de 1975 va afrontar la Marxa Verda amb la qual el rei Hassan II del Marroc envairia el territori, encapçalant les tropes amb 350.000 civils desarmats. Allí hauria d'organitzar una defensa preventiva, estimant que en cas de violència es produirien unes 30.000 baixes, responsabilitzant-se a continuació d'una operació d'evacuació i desmilitarització d'urgència després de la signatura de l'Acord Tripartit de Madrid, procés que conclouria en gener de 1976.
El 1976, de tornada en Espanya i estant agregat a l'Estat Major, Gómez de Salazar va presidir el Consell de Guerra que va jutjar als encausats per pertànyer a la clandestina Unió Militar Democràtica (UMD), celebrat en l'aquarterament d'Hoyo de Manzanares (Madrid) a partir del 8 de març. En gener de 1977 va ser nomenat Capità General de la I Regió Militar, càrrec en el qual es va mantenir fins a setembre de 1978, quan li corresponia passar al llavors denominat Grup de “Destinació d'Arma o Cos”.
El 23 de setembre de 1981 es va incorporar al Tribunal constituït pel Consell Suprem de Justícia Militar per jutjar els successos colpistes del 23-F (Causa 2/81), havent d'assumir la seva presidència per malaltia del tinent general Luis Álvarez Rodríguez, que va ser el seu titular precedent, i continuant-hi per un curt període quan el 3 de març de 1982 va passar de forma reglamentària a la situació de segona reserva o “reserva activa”.

## Unitats i destinacions
Entre les unitats en les quals va prestar servei destaquen el Regiment d'Infanteria nº37, el Grup de Forces Regulars Indígenes de Ceuta, l'Estat Major de la 31º Divisió, l'Estat Major Central, les agregadurías militars de les ambaixades d'Espanya en Turquia, Grècia i l'Iran, el Regiment d'Infanteria de Badajoz i l'Escola Superior de l'Exèrcit. Així mateix, va ser cap de l'Estat Major de la Capitania General de Canàries i cap de l'emblemàtica Divisió Cuirassada Brunete n. 1. En l'àmbit de la docència militar va exercir com a professor en l'Acadèmia d'Infanteria, a l'Escola d'Estat Major i a l'Escola de Guerra Naval.

## Matrimoni, descendència i defunció
Casada amb María Jesús Girón, filla de José Antonio Girón de Velasco, amb la qual va tenir dos fills, va morir en Madrid el 24 de gener de 2006, a l'edat de 93 anys.